# 소조다이가쿠마에역
소조다이가쿠마에역(일본어: 崇城大学前駅)은 일본 구마모토현 구마모토시 니시구에 있는 규슈 여객철도 가고시마 본선의 역이다. 상대식 승강장 2면 2선의 구조를 지닌 지상역이다.

## 타는 곳
| 1 | ■ 가고시마 본선 | (하행) | 구마모토 · 야쓰시로 방면    |
| 2 | ■ 가고시마 본선 | (상행) | 오무타 · 도스 · 하카타 방면 |

## 이용 현황
| 승차 인원 추이 | 승차 인원 추이 | 승차 인원 추이 |
| 연도           | 하루 평균 인수 | 증가율         |
| -------------- | -------------- | -------------- |
| 2001           | 774            |                |
| 2002           | 732            | -5.4%          |
| 2003           | 767            | 4.8%           |
| 2004           | 798            | 4.0%           |
| 2005           | 796            | -0.3%          |
| 2006           | 787            | -1.1%          |
| 2007           | 854            | 8.5%           |
| 2008           | 976            | 14.3%          |

## 역 주변
- 소조 대학
- TV 구마모토
- 간칸자카 역 - 구마모토 전기 철도 기쿠치 선의 철도역.

## 역사
- 1988년 3월 13일 : 구마모토코다이마에역(일본어: 熊本工大前駅)으로 개업.
- 2004년 3월 13일 : 대학 명칭 변경에 의해, 소조다이가쿠마에역으로 변경.

## 인접 정차역
| 가고시마 본선        | 가고시마 본선 | 가고시마 본선              |
| -------------------- | ------------- | -------------------------- |
| 니시사토 모지코 방면 | ■ 보통        | 가미쿠마모토 가고시마 방면 |